# Privazione del sonno
La privazione del sonno è una condizione che consiste nella notevole riduzione o totale assenza del sonno in una persona o animale. Può condurre alla morte, ma solo teoricamente dal momento che il cervello è comunque in grado di attivare meccanismi di autodifesa, come i microsonni.
Le conseguenze immediate della privazione del sonno, oltre alla stanchezza psicofisica, includono cattivo umore, facile irritabilità, difficoltà nella concentrazione e nell'apprendimento, perdite di memoria, alterazione della capacità decisionale, calo di interesse per le attività quotidiane, tremori, viso gonfio e pallido e altro ancora. Più raramente si verificano alterazioni della vista e dell'olfatto. Solitamente questi effetti scompaiono una volta ripreso il normale ritmo del sonno.
Effetti ben più preoccupanti sono quelli della privazione del sonno a lungo termine. Dal punto di vista fisico si ha una maggiore propensione nell'andare incontro a ipertensione, obesità, diabete, ictus e infarto. A livello mentale si è rilevata una maggiore vulnerabilità nello sviluppare patologie psichiatriche quali stress, ansia, depressione, paranoia, aumento del rischio di suicidio e raramente episodi psicotici, nonché l'invecchiamento precoce del sistema nervoso. Non a caso la veglia forzata è inserita tra i metodi di tortura più utilizzati.
A lungo termine la privazione totale di sonno ha causato la morte nei topi da laboratorio.

## Principali effetti conosciuti

### Effetti sulla mente

Schema che mostra gli effetti negativi della privazione del sonno sul corpo umano

La privazione di sonno influenza negativamente il cervello e la sua funzione cognitiva. Gli studi condotti dimostrano che le regioni della corteccia prefrontale, un'area che supporta facoltà mentali come memoria, logica e ragionamento, lavorano con maggiore difficoltà rispetto a quelle di un soggetto che non era stato privato del sonno. Inoltre si è rilevata una forte correlazione tra disturbi del linguaggio e carenza di sonno, e non a caso un lavoro di logopedia in soggetti balbuzienti non può avere grandi risultati in presenza di disturbi del sonno.
Il lobo temporale, che è una regione del cervello coinvolta nell'elaborazione linguistica, che è fondamentale per l'apprendimento, funziona male nei soggetti privati del sonno, e questo spiega le difficoltà di apprendimento nei soggetti insonni.
Secondo uno studio condotto dall'Università del Pennsylvania sui topi di laboratorio, la privazione del sonno potrebbe provocare lesioni cerebrali in direzione del Locus coeruleus.
Lo studio ha concluso che l'assenza di sonno riduce nei neuroni il livello di SirT3, una proteina che protegge i neuroni dal danno metabolico. Questa proteina è essenziale, ma la mancanza di sonno impedisce la risposta di essa, e il Locus Coerules risulta essere la zona più esposta al rischio. Sui topi privati del sonno, all'interno dei neuroni del Locus coeruleus questa proteina scarseggiava, causando la mortalità delle cellule del 25%.
Risultati analoghi sono stati riscontrati nell'uomo.

### Effetti sulla memoria e sull'attenzione
Tra le numerose conseguenze psichiche della privazione di sonno, abbiamo un calo dell'attenzione e della memoria. Tali conseguenze, durante la routine quotidiana possono portare a facili incidenti, errori, dimenticanze, riflessi rallentati e tempi di reazione più lunghi, con un conseguente impatto sociale negativo. L'esecuzione di attività che richiedono una particolare attenzione, è profondamente correlata al numero di ore di sonno effettuate durante la notte, e se esse sono poche, va a svantaggio della funzione cognitiva durante il giorno.

### Effetti sul corpo
La privazione del sonno influenza negativamente l'attività dell'asse ipotalamo-ipofisi-surrene, sistemi che controllano le reazioni allo stress e regolano diverse funzioni del corpo come la digestione, il sistema immunitario, l'umore, la sessualità, e l'utilizzo di energia. Inoltre la mancanza di sonno determina un calo della produzione di ormoni della crescita, e di conseguenza risultando nociva per la salute psicofisica di un soggetto nell'età dello sviluppo. Durante l'assenza di sonno in un soggetto sano, tuttavia il processo di guarigione delle ferite cutanee risulta invariato.

### Diabete e obesità
Varie ricerche dimostrano che la privazione di sonno influisce sui meccanismi che regolano il glucosio e aumenta la probabilità di sviluppare diabete mellito. In uno studio del 2005, con oltre 1 400 partecipanti, ha dimostrato che coloro che avevano dormito per poche ore erano più vulnerabili a sviluppare questo tipo di diabete. Gli autori dello studio sottolineano che questa spiccata propensione è dovuta all'alterazione della tolleranza al glucosio. Alcuni studi riferiscono che nei Paesi Occidentali, il rischio di sviluppare l'obesità è strettamente correlato al numero delle ore di sonno. Quanto minore è il numero delle ore di sonno, tanto maggiore è il rischio di sviluppare obesità. I risultati dimostrano che questo potrebbe accadere perché la mancanza di sonno potrebbe influenzare gli ormoni che regolano l'appetito e il metabolismo del glucosio, come già citato.

### Mancanza di sonno e malattia di Alzheimer
Durante le ore di sonno, attraverso il sistema glinfatico vengono normalmente smaltite le placche di beta amiloide accumulate nelle ore di veglia, se questo processo viene interrotto, queste placche tendono ad accumularsi, aumentando esponenzialmente il rischio di incorrere nella malattia di Alzheimer.

### Effetti sulla guida e sull'utilizzo di macchinari
La mancanza del sonno influenza negativamente le prestazioni in ambiti lavorativi e professionali, e può anche mettere in pericolo di vita in situazioni potenzialmente fatali. Tra questi casi, i più clamorosi sono alcuni incidenti aerei, tra cui il volo Air India Express 812 del 2010 con 158 vittime, e il volo 3407 della Colgan Air, con 50 vittime. In entrambi i casi la causa è stata attribuita all'eccessivo affaticamento dei piloti di turno.
I pericoli della privazione di sonno risultano evidenti sulla strada; l'Accademia americana della medicina di sonno (AASM) segnala che negli Stati Uniti un incidente su cinque è dovuto alla stanchezza del guidatore, con 250 000 incidenti ogni anno dovuti a questo motivo. Secondo uno studio del 2000 pubblicato sul British Medical Journal, i ricercatori hanno riferito che la privazione di sonno può avere le stesse conseguenze dell'ubriachezza durante la guida di veicoli o macchinari, con la differenza che l'ubriachezza pur se in ritardo ha una reazione mentre i microsonni causano schianti ingestibili . Le persone che hanno guidato dopo essere state sveglie per 17–19 ore di seguito hanno eseguito le loro prestazioni lavorative peggio che in soggetti sani con lo 0,5% di alcool nel sangue, che è il limite legale nei paesi dell'Europa Occidentale. Un altro studio ha suggerito che le prestazioni psicofisiche iniziano a diminuire dopo 16 ore di veglia, e 21 ore di veglia erano equivalenti a un contenuto di alcool di sangue dello 0,8%.

### Effetti sul sangue
Durante una giornata di privazione del sonno, sia la pressione arteriosa media che la frequenza cardiaca media tendono ad aumentare, la differenza appare più pronunciata durante la notte. L'escrezione urinaria di noradrenalina (“ormone dello stress”) mostra un aumento significativo durante la notte in caso di privazione del sonno. La pressione sanguigna e la frequenza cardiaca restano significativamente elevate anche al mattino seguente una notte di sonno insufficiente. Questi dati suggeriscono che la mancanza di sonno nei pazienti può aumentare l'attività nervosa simpatica durante la notte e la mattina seguente, portando ad un aumento della pressione sanguigna e della frequenza cardiaca. Questa situazione potrebbe rappresentare un aumento del rischio sia di danni agli organi bersaglio che di malattie cardiovascolari acute.

### Altri effetti negativi conosciuti
In seguito a una prolungata attività fisica senza un adeguato sonno, sono stati riscontrati effetti come crampi, strappi muscolari, ed ernie.
Uno studio ha concluso che anche una sola notte senza sonno è in grado di causare svariati problemi durante la vita diurna, e una seconda notte senza sonno aggrava ulteriormente la situazione. Gli adolescenti che hanno sperimentato insonnia o mancanza di sonno hanno mostrato una diminuzione di volontà di impegnarsi nell'ambito scolastico e nello sport, in quanto queste attività richiedono energie fisiche e mentali, attenzione nei dettagli e coordinazione motoria.

## La privazione del sonno come metodo di tortura
La privazione del sonno spesso è stata utilizzata come strumento di tortura, applicata soprattutto nei confronti dei prigionieri che attendevano l'interrogatorio. Questa tecnica consisteva nel tenere sveglio un soggetto per diversi giorni e quando gli veniva dato il permesso di addormentarsi, veniva improvvisamente svegliato durante la fase rem e interrogato. Menachem Begin, primo ministro di Israele dal 1977 al 1983, descrisse la sua esperienza di privato dal sonno mentre fu prigioniero del NKVD in Unione Sovietica. Dai resoconti ufficiali abbiamo questa celebre frase: 
(Menachem Begin, dai resoconti ufficiali della prigionia in URSS)
La privazione del sonno è stata una delle cinque tecniche di interrogatorio usate dal governo britannico negli anni 1970. La Corte europea dei diritti dell'uomo ha stabilito che questa pratica "è conosciuta per la particolare intensità e crudeltà, una pratica di trattamento inumano e degradante", in violazione della Convenzione europea dei diritti dell'uomo.
Nicole Bieske, portavoce di Amnesty International Australia, ha dichiarato il parere della sua organizzazione tramite questa frase: 

## Nella cultura di massa
Rappresentazioni degli effetti della privazione del sonno si possono osservare in diversi film, come Fight Club o ancora più nello specifico in L'uomo senza sonno. La pellicola Awake immagina un mondo in cui l'umanità si avvia verso l'estinzione perché nessuno riesce più a dormire.
Una popolare creepypasta chiamata L'Esperimento russo del sonno (Russian Sleep Experiment) descrive un immaginario esperimento russo avvenuto negli anni '40, consistente nel privare cinque prigionieri politici del sonno per quindici giorni, per mezzo di gas stimolanti iniettati in una stanza chiusa ermeticamente. I risultati vedrebbero le cavie prima peggiorare sempre più il proprio umore, quindi urlare a squarciagola, e infine sviluppare tendenze autolesionistiche estreme ed una forte dipendenza dall'insonnia con terrore di addormentarsi, arrivando ad atti di estrema violenza e follia omicida ogni qualvolta si fosse tentato di riportarli ad una situazione di normalità.
Il Guinness dei primati ha smesso di registrare i tentativi per il record mondiale di privazione di sonno, in quanto dimostrato scientificamente estremamente pericoloso e degradante.